# Ben Pon
Ben Pon   (Leiden, 9 de desembre de 1936 - Nijkerk, 30 de setembre de 2019) va ser un pilot de curses automobilístiques neerlandès que va arribar a disputar curses de Fórmula 1.

## A la F1
Va debutar a la primera cursa de la temporada 1962 (la tretzena temporada de la història) del campionat del món de la Fórmula 1, disputant el 20 de maig del 1962 el GP dels Països Baixos al circuit de Zandvoort.
Ben Pon va participar en una única prova puntuable pel campionat de la F1, no aconseguint finalitzar la cursa i no assolí cap punt pel campionat del món de pilots.

## Resultats a la Fórmula 1
| Any  | Equip              | Xassís  | Motor   | 1       | 2   | 3   | 4   | 5   | 6   | 7   | 8   | 9   | Posició | Punts |
| ---- | ------------------ | ------- | ------- | ------- | --- | --- | --- | --- | --- | --- | --- | --- | ------- | ----- |
| 1962 | Ecurie Maarsbergen | Porsche | Porsche | HOL Ret | MON | BEL | FRA | GBR | ALE | ITA | USA | SUD | -       | 0     |

### Resum
| Curses: | Victòries: | Pòdiums: | Poles: | Voltes ràpides: | Punts: |
| ------- | ---------- | -------- | ------ | --------------- | ------ |
| 1       | 0          | 0        | 0      | 0               | 0      |